# Département Haute-Garonne
Das Département Haute-Garonne [otgaˈʀɔn] ist das französische Département mit der Ordnungsnummer 31. Es liegt im Süden des Landes in der Region Okzitanien – vor 2016 Midi-Pyrénées – an der Grenze zu Spanien und wurde nach dem Oberlauf des Flusses Garonne benannt.

## Geschichte
Das Département entstand am 4. März 1790 aus Teilen der ehemaligen französischen Provinz Languedoc und einigen Territorien der Gascogne, insbesondere den Hauptteilen der Grafschaft Comminges und der Vizegrafschaft Nébouzan im Südwesten. Nach Neuschaffung des Départements Tarn-et-Garonne im Jahr 1808 musste es einige Gemeinden an dieses abgeben.
Es gehörte von 1960 bis 2015 der Region Midi-Pyrénées an, die 2016 in der Region Okzitanien aufging.

## Geographie
Das Département liegt in den Pyrenäen Südfrankreichs und grenzt an Spanien. Im Uhrzeigersinn benachbart sind das Département Hautes-Pyrénées, das Département Gers, das Département Tarn-et-Garonne, das Département Tarn, das Département Aude und das Département Ariège.

## Wappen
Blasonierung: In Rot ein goldenes Tolosanerkreuz mit je einer silbernen Mandel in den Winkeln begleitet.

## Siehe auch

Neubildung des Départements Tarn-et-Garonne im Jahr 1808

## Städte
- Bagnères-de-Luchon
- Saint-Gaudens
- Toulouse

## Verwaltungsgliederung

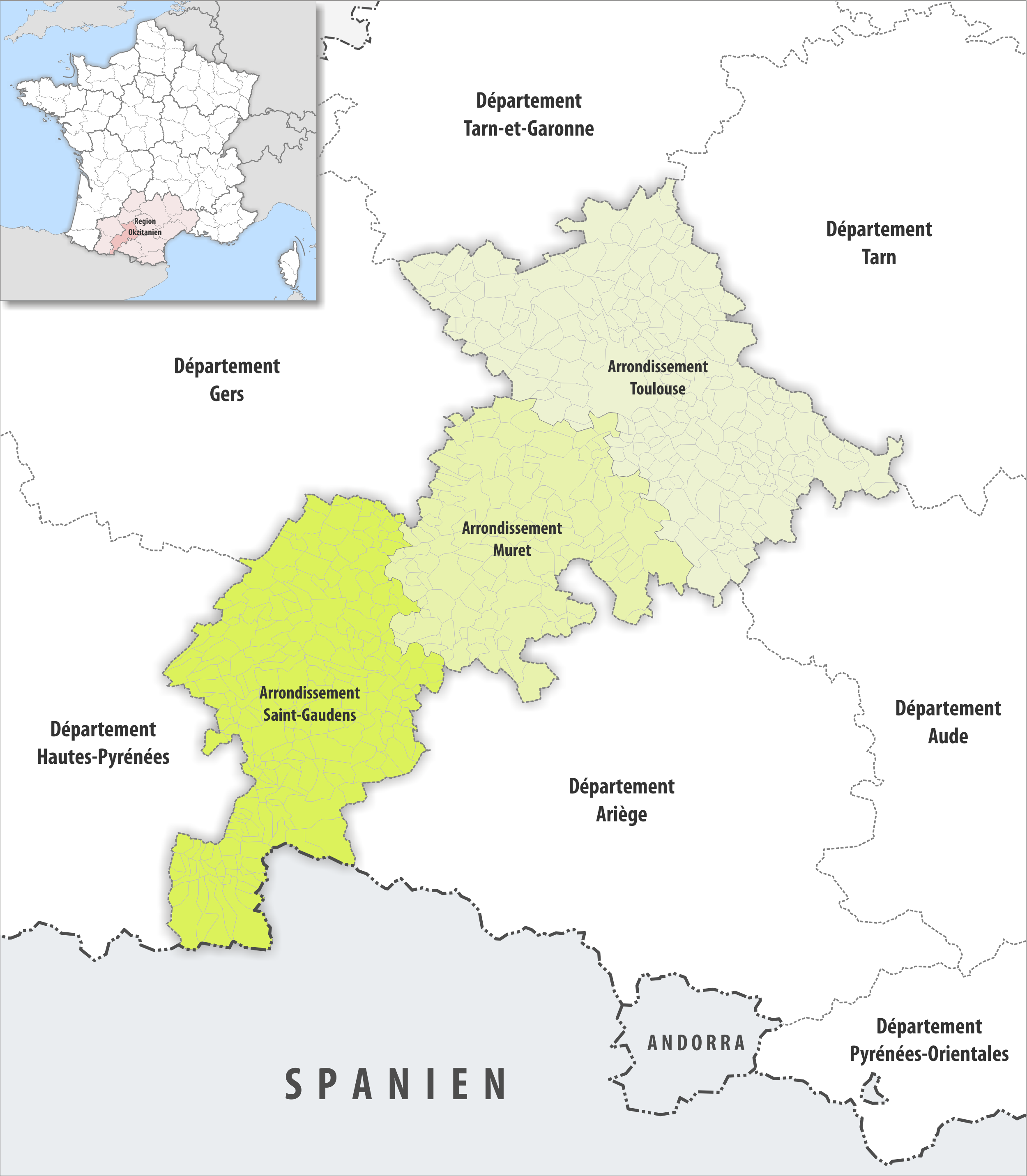
Gemeinden und Arrondissemente im Département Haute-Garonne

| Arrondissement            | Kantone | Gemeinden | Einwohner 1. Januar 2022 | Fläche km² | Dichte Einw./km² | Code INSEE |
| ------------------------- | ------- | --------- | ------------------------ | ---------- | ---------------- | ---------- |
| Muret                     | 6       | 126       | 235.273                  | 1.630,86   | 144              | 311        |
| Saint-Gaudens             | 3       | 235       | 77.429                   | 2.139,58   | 36               | 312        |
| Toulouse                  | 21      | 225       | 1.143.559                | 2.538,90   | 450              | 313        |
| Département Haute-Garonne | 27      | 586       | 1.456.261                | 6.309,34   | 231              | 31         |